# 島鼯
島鼯是一類在16世纪初滅絕的小型食蟲哺乳动物，被歸類為島鼯科（學名：Nesophontidae）、島鼯屬（Nesophontes），隸屬真盲缺目。可能有10種左右，均為西印度群岛的特有種，產自古巴、伊斯帕尼奥拉岛（今多明尼加與海地兩國所在地）、波多黎各及開曼群島。

## 下級分類
由於目前只能通過化石紀錄來研究島鼯，因此存在不同的分類意見，有學者認為島鼯可分12種，也有學者認為只分6種。
- †岛鼯科 Nesophontidae
  - †岛鼯属 Nesophontes
    - †波多黎各島鼯 N. edithae
    - †N. hemicingulus
    - †N. hypomicrus
    - †N. longirostris
    - †大島鼯 N. major 
    - †西古巴島鼯 N. micrus
    - †聖米歇爾島鼯 N. paramicrus
    - †小島鼯 N. submicrus
    - †古巴島鼯 N. superstes
    - †海地島鼯 N. zamicrus

## 延伸閱讀
- 已灭绝动物列表
- Extinct mammals （页面存档备份，存于）